# Leo Guarrasi
Leonardo Guarrasi (* 26. Juli 1933 in Palermo; † 14. Juni 1968 bei Parma) war ein italienischer Filmschaffender.
Guarrasi trat 1959 als Drehbuchautor und Produzent für Roberto Mauris I mafiosi in Erscheinung und drehte als Regisseur zwei Jahre später nach eigener Idee L'urlo dei bolidi. Er starb bei einem Autounfall.